# 배경 음악
배경 음악(영어: background music 백그라운드 뮤직[*], BGM)은 무엇인가 다른 주체가 되는 것의 배경으로 흐르는 음악을 뜻한다.
영상이나 이미지와 함께 사용되거나, 영화 음악, 게임 음악 등 사용범위는 다양하고, 배경 음악이 그 자리의 주역이 되지 않지만 그 자리를 연출하는 데 중요한 요소이다.
인터넷에서 BGM을 그대로 읽어 브금이라고도 흔히 쓴다. 다만, 멜론과 같이 방금그곡을 지원하는 경우 또는 네이버 블로그 등과 같은 일부 커뮤니티 등지에도 포스트에 배경 음악을 걸어둔 정보도 더러 있다.
때로는 방송사에서 방송 종료 후 정파 시 배경 음악을 사용하는 경우도 있다. (예:MBC FM4U 등)

## 설명
배경 음악은 음악이 잠재적인 청취자의 주요 초점이 되도록 의도되지 않았지만 그 내용, 성격 및 볼륨 수준이 의도적으로 선택되어 청중의 행동 및 정서적 반응에 영향을 미치는 음악 연주 모드이다. 집중력, 이완, 산만함, 흥분과 같은 인간. 청취자는 볼륨과 내용을 제어할 수 없는 배경 음악의 영향을 받는다. 생성된 반응의 범위는 환경, 문화, 청중, 심지어 시간과 같은 수많은 요인에 따라 매우 다양하고 심지어 반대이기도 하다.
배경음악은 텅 빈 복도, 화장실, 탈의실 등 청중이 전혀 없는 곳에서 흔히 재생된다. 또한 전화 통화 중 보류 중에 재생되는 음악과 같은 인공 공간과 비디오 게임의 주변 소리나 주제별 음악과 같은 가상 공간에서도 사용된다. 일반적으로 넓은 공공 공간에 음악을 배포하는 여러 개의 소형 스피커에서 낮은 볼륨으로 재생된다. 사무실, 레스토랑, 상점 등에서 배경음악이 널리 사용되기 시작한 것은 1930년대 뮤작 창립과 함께 시작되었으며 반복과 단순한 음악적 편곡이 특징이었다. 그 사용은 전 세계적으로 증가했으며 오늘날 소매 환경에서의 소비자 행동, 직원 생산성 및 직장 만족도와 관련된 심리학 연구 결과를 통합한다.
진료실부터 공항까지 다양한 환경으로 인해 다양한 스타일의 음악이 배경 음악으로 활용되고 있다. 배경 음악의 목적은 수동적인 청취이기 때문에 일반적으로 보컬, 상업적 중단 및 복잡성을 피한다. 신디케이트된 배경 음악 아티스트에게 공통적인 국제적 배포에도 불구하고 엔터테인먼트 산업에서는 종종 예술적 실패 및 음악적 재능 부족과 관련이 있다. 다이내믹 미디어(Dynamic Media) 및 무드 미디어(Mood Media)와 같은 음악 신디케이션 서비스를 위해 특별히 글을 쓰는 작곡가, 무작(Muzak)의 후속 제품 및 MTI 디지털(MTI Digita)l이 있다. 여러 연구에 따르면 배경 음악의 존재와 소매점에서의 지출 증가가 연관되어 있다.

## 같이 보기
- 앰비언트
- 사운드트랙